# Phuthaditjhaba
Phuthaditjhaba (ancienne Witsieshoek) est une ville située dans la province de l'État-Libre en Afrique du Sud. Elle fut de 1974 à 1994 la capitale du bantoustan autonome du QwaQwa.

## Géographie
Située à l'est de la province, tout près de la frontière du Lesotho, Phuthaditjhaba est entourée par les montagnes enneigées du Drakensberg sur les rives de la rivière Elands. La ville est frontalière au sud-est de la province du KwaZulu-Natal et au sud-ouest du Lesotho.

## Démographie
Selon le recensement de 2011, Phuthaditjhaba compte 54 661 résidents, essentiellement issus de la communauté noire (98,98 %) de langue maternelle sesotho (88,75 %).

## Historique
La présence fréquente de neige sur les sommets des montagnes Drakensberg qui entourent la ville ont conduit les San à appeler la région Qwa-Qwa (plus blanc que blanc).
Au XIXe siècle, des Boers fondent le village de Witsieshoek (lieu de Witsie en afrikaans), baptisé d'après le nom d'un chef Makholokoe qui vivait là entre 1839 et 1856. À la suite d'un traité de paix signé avec le gouvernement de l'État libre d'Orange dans les années 1870, la zone est fixée comme résidence des Bakoena et des Batlokoa, deux clans de tribu Basotho qui vivaient déjà dans la région avant l'arrivée des Voortrekkers.
En 1926, l'administration de la province de l'état libre d'Orange place les Batlokoa sous l'autorité des Bakoena avant de donner en 1930 à chaque clan sa propre autorité régionale.
En 1969, les autorités Batlokoa et Bakoena sont fusionnées en une collectivité territoriale unique à laquelle succède une assemblée législative en 1971. Trois ans plus tard, le bantoustan du Qwaqwa obtient son autonomie gouvernementale. Witsieshoek devient la capitale du bantoustan sous le nom de Phuthaditjhaba (nom sesotho qui signifie lieu de rencontre des nations).
À la suite de l'abolition de l'apartheid en 1991 et surtout de la dissolution des bantoustans en 1994, Phuthaditjhaba est intégrée dans la province de l'État-Libre.

## Administration
Depuis 2000, Phuthaditjhaba est située dans le district municipal de Thabo Mofutsanyane et est le chef-lieu de la municipalité locale de Maluti-a-Phofung.

## Vie locale
L'un des principaux centres dynamiques de la ville est l'hôpital régional Mofumahadi Manapo Mopeli.